# Glycyphana rufitincta
Glycyphana rufitincta är en skalbaggsart som beskrevs av Macleay 1886. Glycyphana rufitincta ingår i släktet Glycyphana och familjen Cetoniidae. Inga underarter finns listade i Catalogue of Life.